# Crassula cotyledonis
Crassula cotyledonis (Thunb., 1778) è una pianta succulenta appartenente alla famiglia delle Crassulaceae, originaria di Namibia e Sudafrica. Molto utilizzato per indicare questa specie è anche il sinonimo Crassula dubia (Schönland, 1910), sotto il quale viene frequentemente commercializzata.
L'epiteto specifico cotyledonis, dal greco κοτυληδών (kotylidón, cotiledone), è stato scelto per la somiglianza con alcune specie appartenenti al genere Cotyledon.

## Descrizione

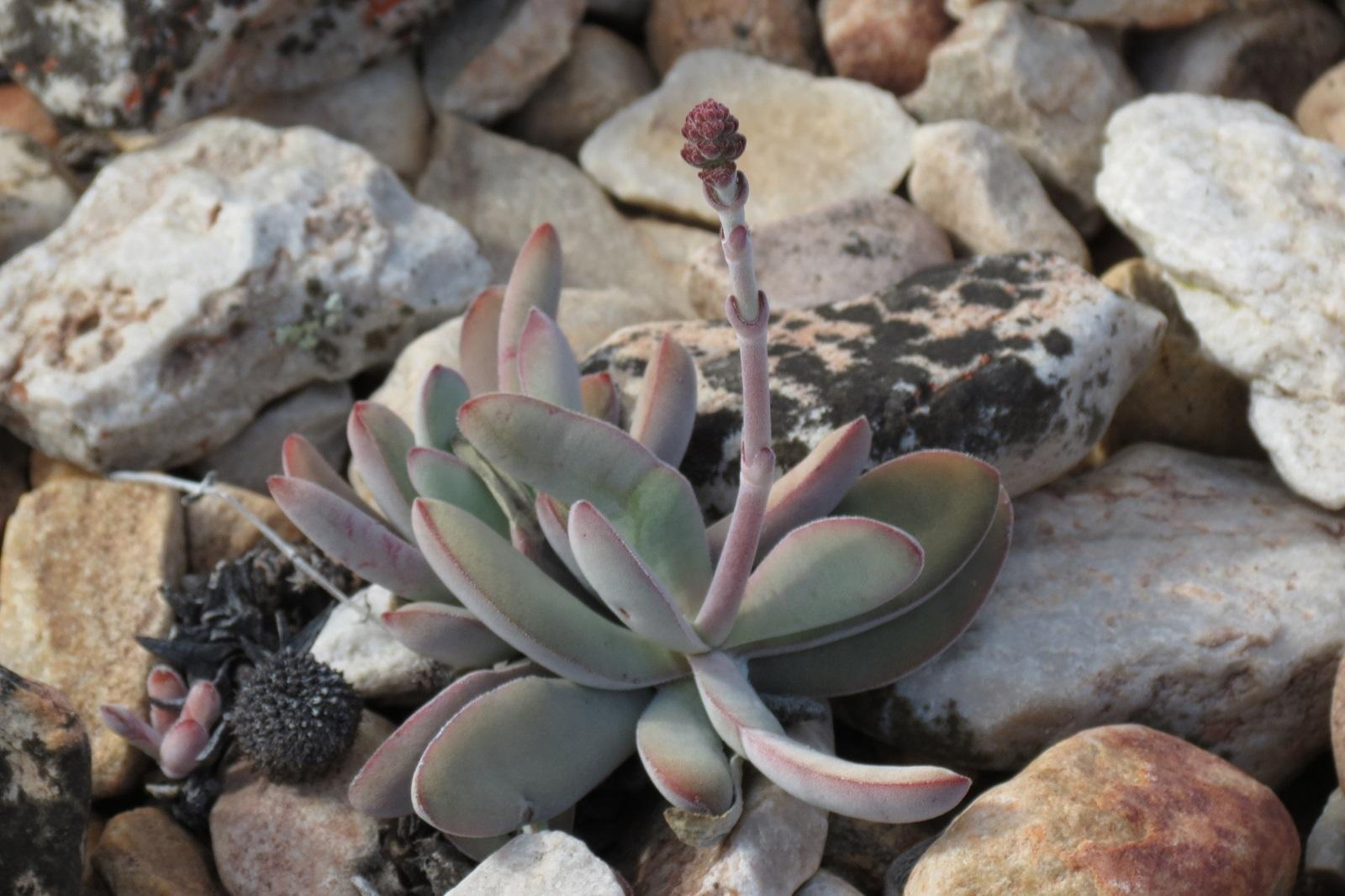
Esemplare di C. cotyledonis con l'infiorescenza in fase di sviluppo.

C. cotyledonis è una pianta perenne formata da una rosetta basale sviluppata intorno ad un stelo che, raramente, può raggiungere i 20 centimetri in lunghezza e poco ramificato.
Le foglie sessili, che misurano circa 9 cm in lunghezza per 3,5 cm in larghezza, hanno formata da obovata ad oblanceolata ed estremità da ottuse ad arrotondate, con superfici da piatte a leggermente convesse. Sono ricoperte da fitti peli ricurvi e presentano alcune ciglia in posizione marginale. Hanno una colorazione da grigio-verde a verde-giallastra, frequentemente con delle sfumature rossastre.
Le infiorescenze a tirso dalla forma globulare, che si sviluppano tra novembre e gennaio, si possono trovare sia in posizione terminale che in corrispondenza di uno dei circa 3-6 nodi presenti sul lungo peduncolo. Questo, che può raggiungere i 45 cm d'altezza, è ricoperto da una fitta peluria e presenta alcune coppie di brattee dalla forma oblungo-triangolare in corrispondenza dei nodi da cui non si sviluppano infiorescenze.
I singoli fiori presentano un calice formato da sepali carnosi lunghi circa 2–3 mm, dalla forma oblungo-triangolare e le estremità ottuse. Di colore grigio-verde, sono ricoperti da una fitta peluria e da alcune ciglia marginali. La corolla, dalla forma tubolare, è composta da petali panduriformi, lunghi 3-4,5 mm ed uniti alla base per i primi 0,3-0,6 mm, che presentano alle estremità un'appendice dorsale dalla forma sferica. Gli stami portano delle antere di colore giallo.

## Distribuzione e habitat
C. cotyledonis è una specie originaria di un vasto areale compreso tra Namibia meridionale e Sudafrica dove, in particolare, la si può trovare nelle tre Province del Capo.
È diffusa in zone incluse nelle ecoregioni del Karoo (sia Succulento che Nama), nel fynbos e nella cosiddetta Macchia di Albany, principalmente su suoli ghiaiosi o tra gli anfratti e le crepe degli affioramenti rocciosi tipici dell'area.

## Coltivazione
In genere le Crassula richiedono un terreno povero di componente organica e ricco di minerali, ben drenante in modo da evitare i ristagni idrici che potrebbero uccidere la pianta. Annaffiare solo a terreno ben secco.
È una pianta originaria di aree incluse nelle USDA Hardiness Zones da 9b ad 11b, pertanto non dovrebbe essere esposta a temperature inferiori a 10 °C e comunque mai al di sotto dei -3,9 °C. Preferisce difatti una posizione soleggiata.

## Galleria d'immagini

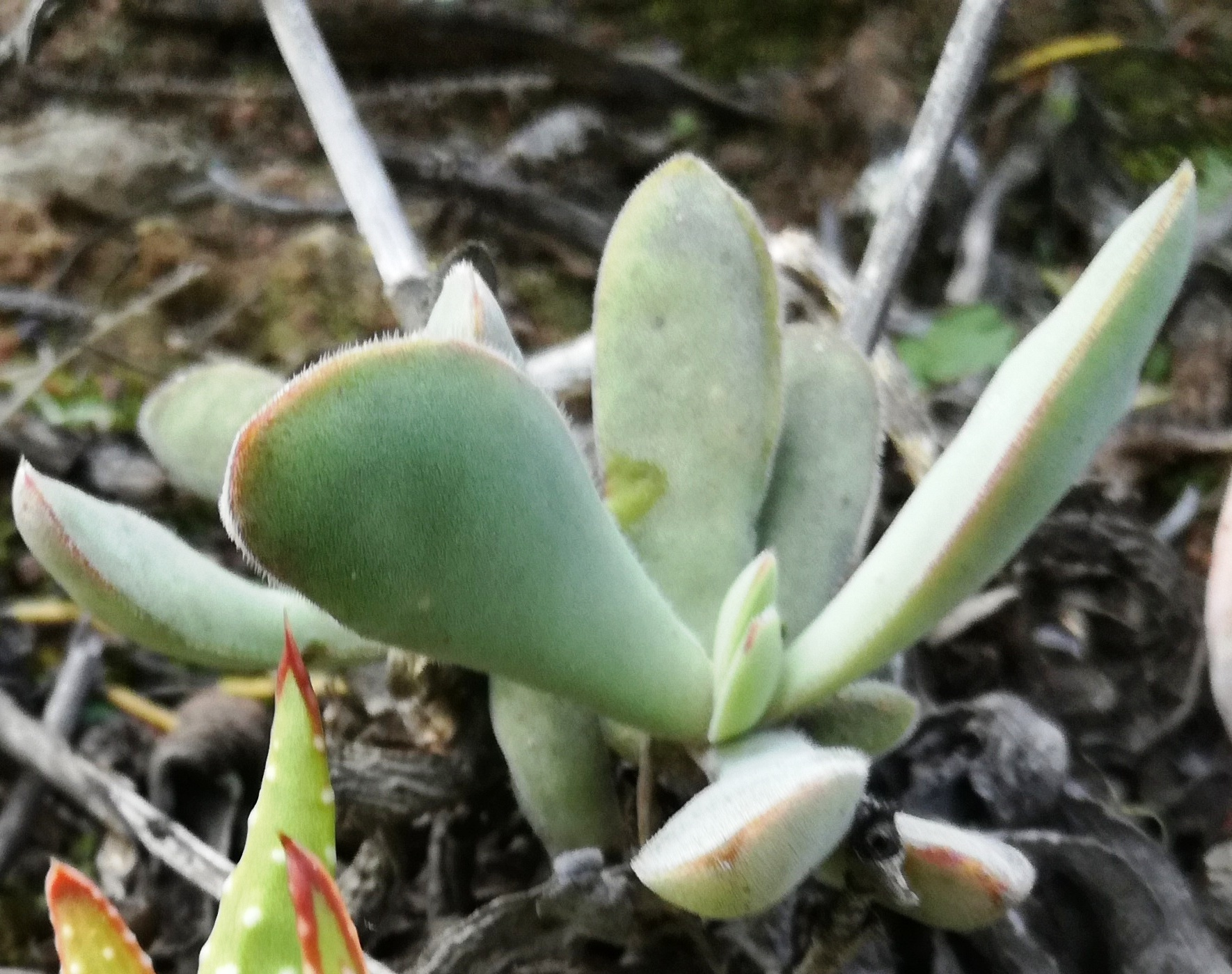
Giovane esemplare di C. cotyledonis.
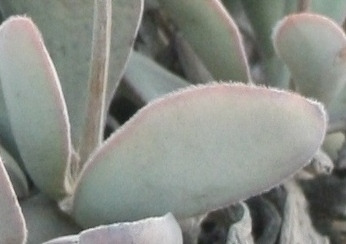
Dettaglio delle foglie a margine ciliato di C. cotyledonis.
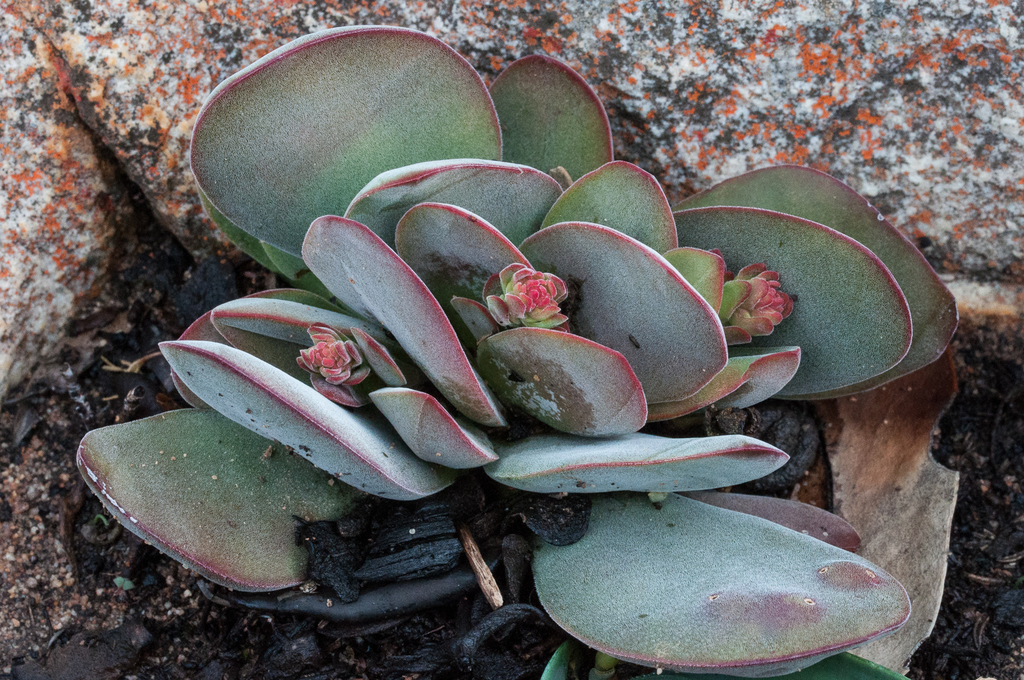
Esemplare di C. cotyledonis all'inizio della fase di fioritura.
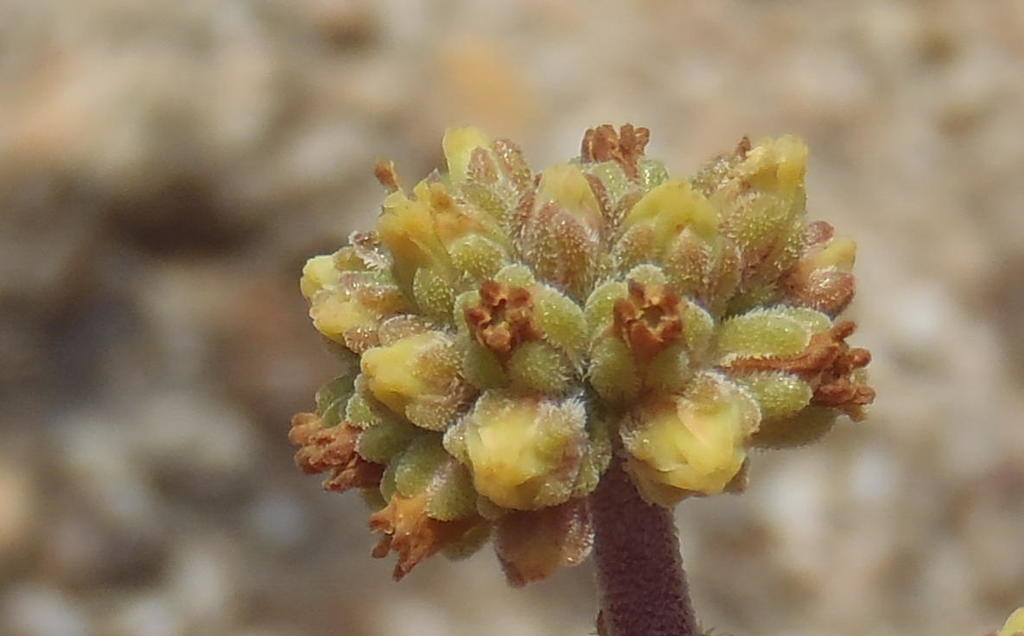
Dettaglio di un'infiorescenza di C. cotyledonis.
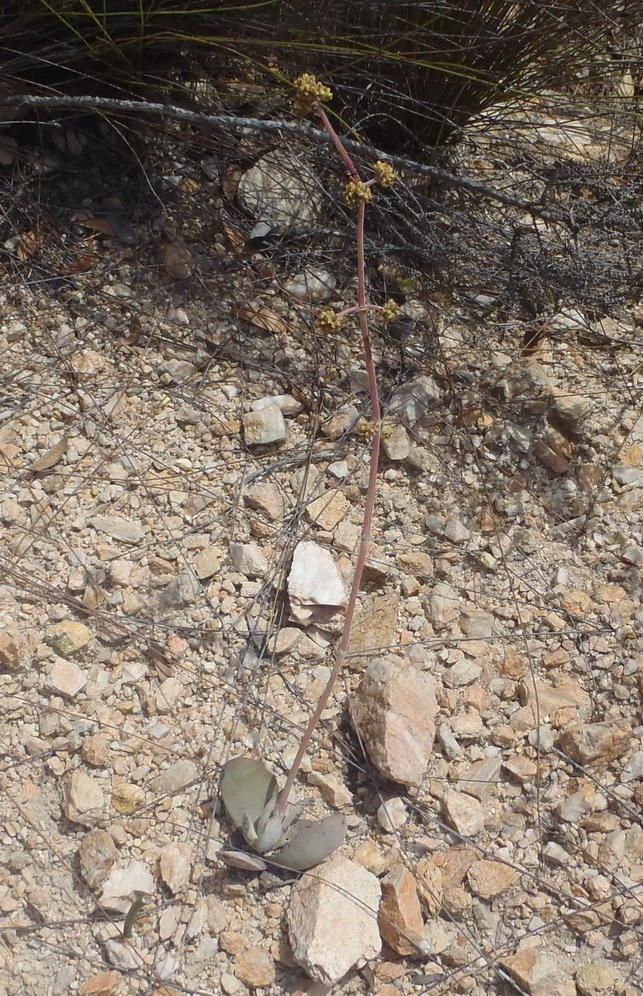
Esemplare di C. cotyledonis con infiorescenza completamente sviluppata.
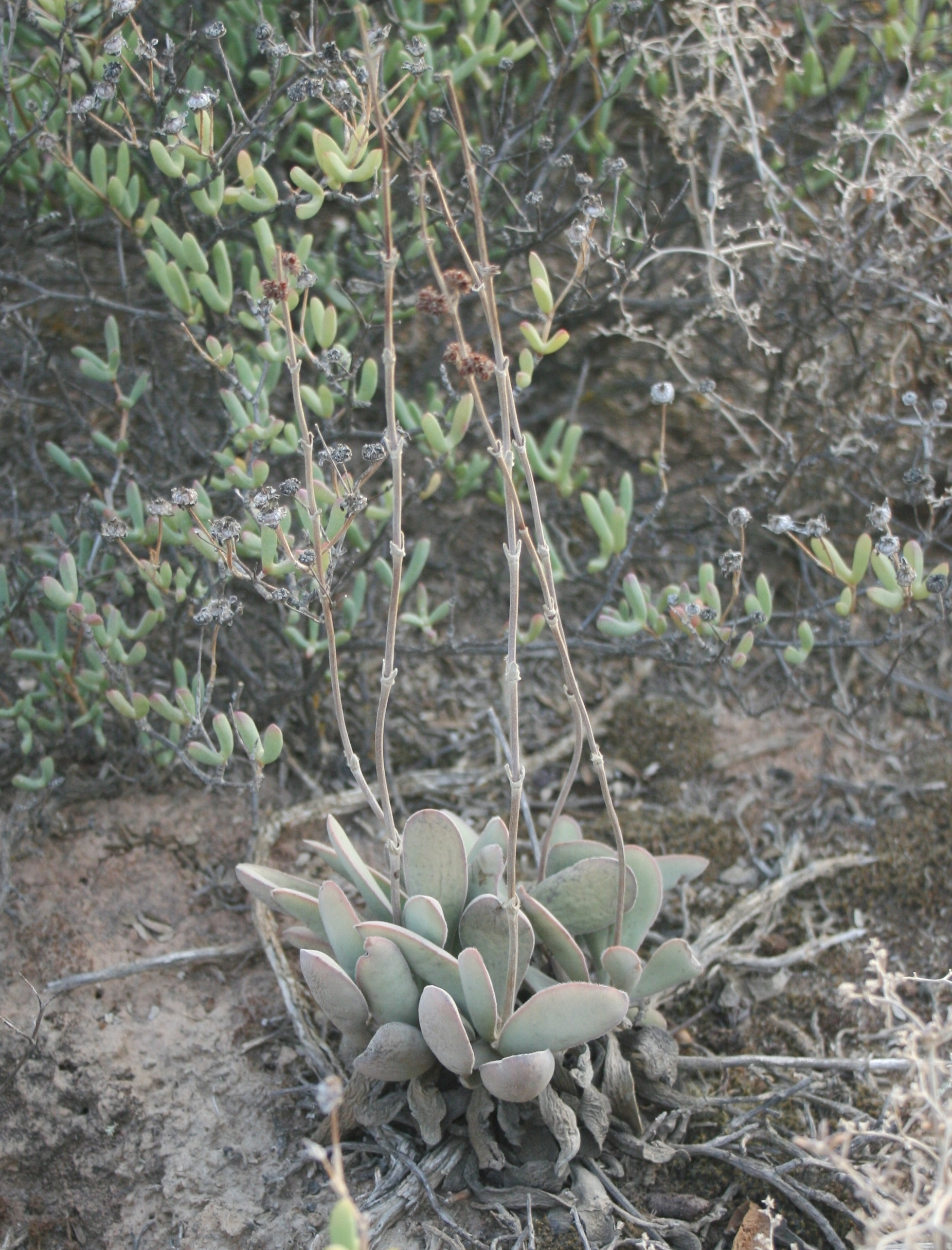
Altro esemplare di C. cotyledonis in fiore.
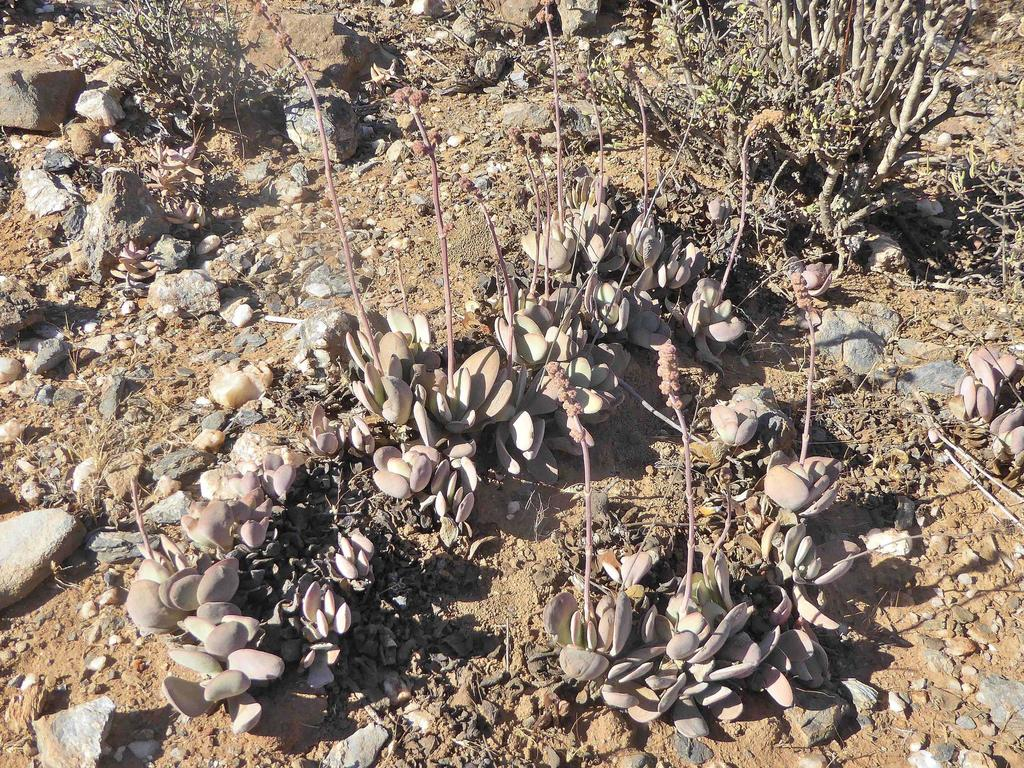
Colonia di C. cotyledonis. nei pressi del passo Helskloof.